# لويس غابريلارغ
لويس غابريلارغ (بالفرنسية: Louis Gabrillargues)‏ (16 يونيو 1914 - 30 نوفمبر 1994) لاعب كرة قدم فرنسي راحل كان يجيد اللعب في خط الوسط.
لعب طوال مسيرته الرياضية في أندية سيت (1933-1937) إكسيلسيور روبيه (1937-1938) سوشو (1938-1939) كولمار (1939-1940) نيم (1940-1945).
مثل منتخب فرنسا في 9 مباريات (1934-1937). شارك مع منتخب فرنسا في بطولة كأس العالم 1934 في إيطاليا حيث خرج من الدور الثمن النهائي.
تولى تدريب أندية نيم (1942-1946) لوروشيل، بلوا (1956-1963) مونتسو بورغوني (1968-1969).

## وصلات خارجية
- لويس غابريلارغ على موقع الاتحاد الدولي (مؤرشف)  (الإنجليزية)
- لويس غابريلارغ على موقع قاعدة بيانات كرة القدم.إي يو (الإنجليزية)
- لويس غابريلارغ على موقع ناشيونال فوتبول تيمز (الإنجليزية)
- لويس غابريلارغ على موقع Soccerway.com (الإنجليزية)
- لويس غابريلارغ على موقع عالم كرة القدم.نت (الإنجليزية)
- سيرة ذاتية